# A Modern Tragedy Vol. 1
A Modern Tragedy Vol. 1 è il primo EP del cantante canadese/statunitense Grandson, pubblicato il 15 giugno 2018 dalla Fueled by Ramen.

## Descrizione
Il disco si compone di cinque brani e, a detta dell'artista stesso, rappresenta «una sorta di stato dell'unione raccontato da un giovane poeta stufo, privo di diritti e incazzato. Questo è l'unico modo in cui so come liberare la mia rabbia e la mia frustrazione con l'incoscienza e la corruzione pervasive che filtrano nel modo in cui trattiamo l'ambiente, come ci trattiamo l'un l'altro e come trattiamo noi stessi».
Tra i brani vi è presente Blood // Water, primo singolo dell'EP nonché quello che ha ottenuto un buon successo, venendo certificato disco di platino in Canada e disco d'oro negli Stati Uniti d'America.

## Tracce
1. Blood // Water – 3:34 (Jordan Benjamin, Kevin Hissink, Chester Krupa Carbone)
2. Stick Up – 3:42 (Jordan Benjamin, Kevin Hissink, Chester Krupa Carbone, Michael Abundes, Alexander Chavez)
3. Despicable – 3:43 (Jordan Benjamin, Kevin Hissink, Chester Krupa Carbone, Taylor Bird)
4. 6:00 – 4:26 (Jordan Benjamin, Kevin Hissink, Timothy Murdock Suby, Taylor Bird)
5. Overdose – 3:51 (Jordan Benjamin, Kevin Hissink)

## Formazione
- Grandson – voce
- Boonn – produzione, chitarra
- Krupa – produzione (tracce 1-3), produzione aggiuntiva e missaggio (traccia 5)
- Taylor Bird – missaggio (tracce 1, 3 e 4), produzione aggiuntiva (traccia 3), produzione (traccia 4)
- Jeff Ellis – missaggio (traccia 2)
- Francesco Di Giovanni – assistenza al missaggio (traccia 2)
- Tim Suby – produzione (traccia 4)